# J. Frank Allee
James Frank Allee (né le 2 décembre 1857 à Dover au Delaware et mort le 12 octobre 1938 dans cette même ville) est un homme politique américain. Membre du Parti républicain, il est Sénateur des États-Unis pour le Delaware entre 1903 et 1907.

## Biographie
Allee grandi à Dover. Fils d'un bijoutier, il apprend la profession de lui. Devenu membre du Sénat du Delaware, il devient une figure importante d'une crise politique au début du XXe siècle. La législature d'État est alors incapable d'élire un remplaçant à Richard R. Kenney en 1901. Il faudra attendre deux ans pour qu'Allee soit choisi pour le mandat. Il n'est pas candidat pour un autre mandat quatre ans plus tard.